# Marian Woyna Orlewicz
Marian Wiktor Woyna Orlewicz (ur. 5 października 1913 r. w Wadowicach, zm. 13 stycznia 2011 r. w Zakopanem) – trener, działacz, narciarz, kombinator norweski, olimpijczyk z Garmisch-Partenkirchen 1936.

## Życiorys
Od 1918 mieszkał w Zakopanem. Drugi człon nazwiska był początkowo tylko pseudonimem – nazwiskiem rodowym matki. Marian w okresie gimnazjalnym ukrywał się z uprawianiem sportu. Ukończył w Zakopanem w 1933 gimnazjum, a następnie w Krakowie rozpoczął studia medyczne, które porzucił na rzecz Studium Wychowania Fizycznego Uniwersytetu Jagiellońskiego, gdzie uzyskał w 1946 roku tytuł magistra wychowania fizycznego.
Wszechstronny narciarz, biegacz narciarski, dwuboista, alpejczyk. Reprezentant zakopiańskich klubów narciarskich. Był wielokrotnym mistrzem Polski w biegu sztafetowym 4 × 10 km (1946–1948) oraz w biegu na 18 km (1939). Wielokrotny wicemistrz Polski w biegach sztafetowych oraz w slalomie i zjeździe.
Był akademickim mistrzem świata w kombinacji norweskiej (1937) i w sztafecie 4 × 8 km (1947) oraz wicemistrzem w kombinacji norweskiej (1939).
Na igrzyskach olimpijskich w 1936 roku zajął 32. miejsce w biegu narciarskim na 18 km, 24. miejsce w kombinacji norweskiej oraz 7. miejsce w sztafecie 4 × 10 km.
Członek TOPR. W czasie II wojny światowej włączył się w działalność konspiracyjną. Po wojnie działacz narciarski, trener narciarski klasy S. Sędzia międzynarodowy FIS. W latach 1946–1951 był kierownikiem Centrum Wyszkolenia Polskiego Związku Narciarskiego. Od 1950 był trenerem w klubie Wisła Zakopane (w 1956 roku klub zmienił nazwę na Wisła-Gwardia). Prowadził kursy dla instruktorów, trenerów i sędziów sportowych. Tłumaczył zagraniczne artykuły i książki o sporcie. Pełnił funkcję przewodniczącego Rady Trenerów PZN. Występował jako sędzia w zawodach krajowych i międzynarodowych, również jako sędzia główny.
Po skończeniu kariery zawodowej w PZN został wicedyrektorem Centralnego Ośrodka Sportu. Spoczywa na Nowym Cmentarzu w Zakopanem (kwatera N9-1-17).

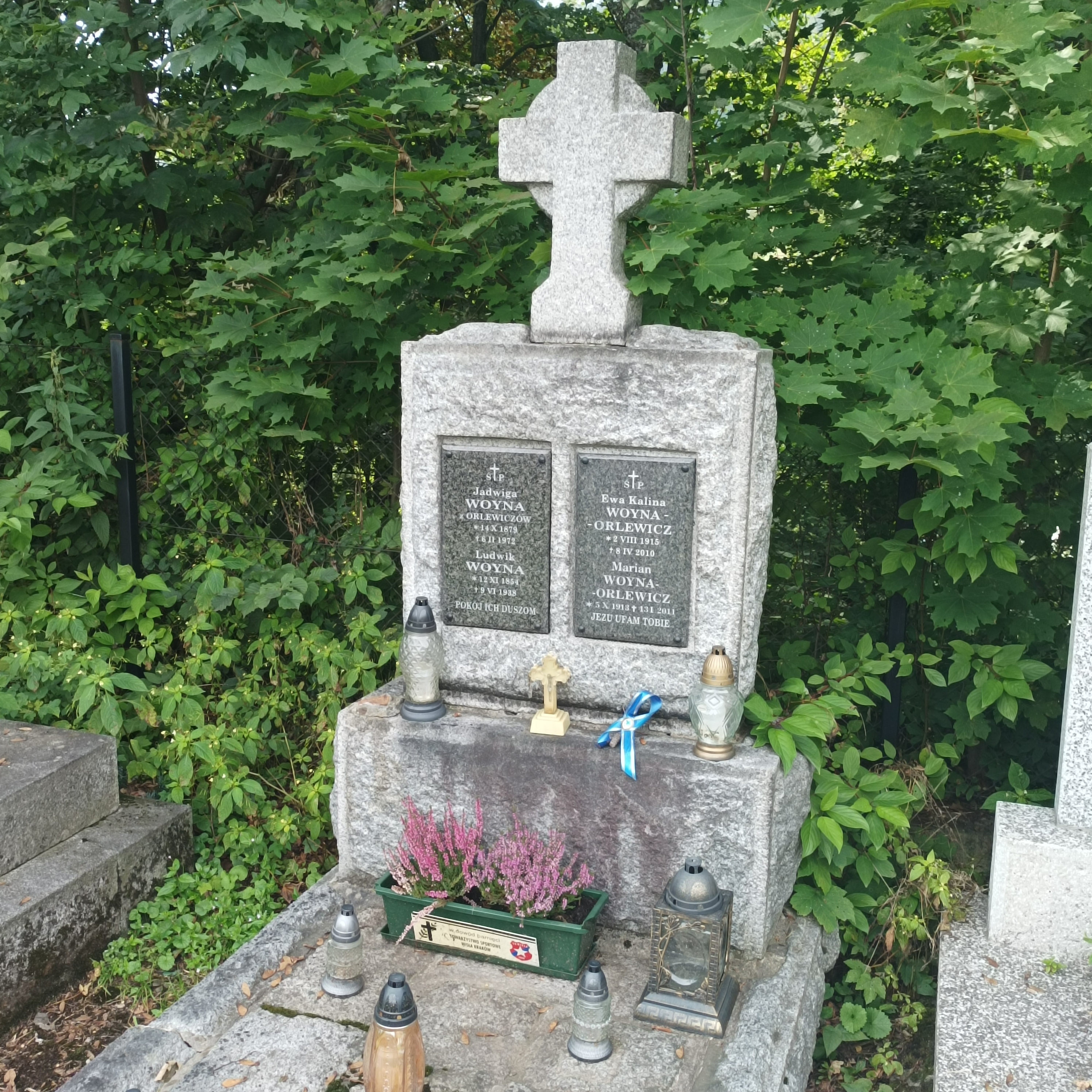
Grób Mariana Woyny-Orlewicza na Nowym Cmentarzu w Zakopanem

## Życie prywatne
Mieszkał w Zakopanem. Ojciec Ludwik Antoni Dickmann; matka Jadwiga Orlewicz. Żona Ewa Słobodzińska; dwóch synów Piotr ur. 1941 – lekarz stomatolog i Jerzy ur. 1943 – olimpijczyk, architekt.

## Odznaczenia
- Krzyż Kawalerski Orderu Odrodzenia Polski
- Złoty Krzyż Zasługi